# Луцій Юній Цезенній Пет
Луцій Юній Цезенній Пет (лат. Lucius Iunius Caesennius Paetus; 20—73) — політичний і військовий діяч Римської імперії, консул 61 року.

## Життєпис
Походив з роду нобілів Цезенніїв. Розпочав військову кар'єру за імператора Нерона. У 61 році став консулом разом з Публієм Петронієм Турпіліаном. У 62 році отримав посаду імператорського легат—пропретора у провінції Капподокія. Втім він не надав достатньої допомоги Гнею Корбулону. Того ж року у відсутності останнього на чолі 2 легіонів рушив до Великої Вірменії, де у битві при Рандеї зазнав поразки від парфянського ставленика Тирідата I. Війська Пета були оточені. Він вимушений був укласти перемир'я на умовах ворога: римляни зобов'язувалися залишити Вірменію.
З початком громадянської війни після смерті Нерона підтримав Веспасіана. Останній, після здобуття імператорської влади, у 70 році призначив Пета проконсулом Сирії. Цезенній у 71 році завдав поразки Антіоху IV, царю Коммагени. Незабаром Коммагену були приєднано до провінції Сирія. Цезенній Пет помер у 73 році, ймовірно в Антіохії.

## Родина
Дружина — Флавія, донька Тита Флавія Сабіна.
Діти:
- Луцій Юній Цезенній Пет, консул-суффект 79 року